# Фонсека, Николас (футболист)
Никола́с Фонсе́ка (исп. Nicolás Fonseca; род. 19 октября 1998, Неаполь) — уругвайский футболист, полузащитник клуба «Ривер Плейт» и сборной Уругвая.
Николас сын известного уругвайского футболиста Даниэля Фонсеки, как и его брат Матиас.

## Клубная карьера
Фонсека — воспитанник итальянского клуба «Новара». 2 декабря 2018 года в матче против «Виртус Энтелла» он дебютировал в итальянской Серии C. В 2021 году Николас подписал контракт с «Ривер Плейтом» из Монтевидео. 10 апреля 2022 года в матче против «Альбиона» он дебютировал в уругвайской Примере. Летом того же года Фонсека перешёл в «Монтевидео Уондерерс». 6 августа в матче против «Серро-Ларго» он дебютировал за новый клуб. В 2023 году Фонсека подписал контракт с аргентинским «Ривер Плейтом», но на правах аренды был оставлен в «Монтевидео Уондерерс». 13 мая в поединке против клуба «Пеньяроль» Николас забил свой первый гол за команду. В начале 2024 года Фонсека присоединился к «Ривер Плейту». 28 января в матче против «Архентинос Хуниорс» он дебютировал в аргентинской Примере.

## Международная карьера
23 марта 2024 года в товарищеском матче против сборной Страны Басков Фонсека дебютировал за сборную Уругвая.